# Danielle Stewart
Danielle Stewart (Brisbane, Queensland, 29 juillet 1981 - ) est une joueuse de softball australienne. Elle remporta en 2008 une médaille de bronze en softball aux Jeux olympiques de Pékin avec l'équipe australienne de softball.